# Rebecca Caine
Rebecca Caine (Toronto, 25 novembre 1959) è un'attrice e soprano canadese.

## Biografia
Debutta nel West End a diciannove anni con Oklahoma! a cui segue un tour inglese da protagonista in My Fair Lady. Nel 1985 si unisce alla Royal Shakespeare Company per interpretare Cosette nel musical Les Misérables con Colm Wilkinson, Roger Allam, Patti LuPone, Frances Ruffelle e Michael Ball. Nel 1987 sostituisce Sarah Brightman come protagonista nel Fantasma dell'Opera a Londra con Michael Crawford e poi nel 1989 a Toronto con Colm Wilkinson.
Durante il suo periodo a Toronto con The Phantom of the Opera, Rebecca Caine si è unita alla Canadian Opera Company con cui è apparsa negli allestimenti de Il flauto magico, Il re pastore, La bohème, La traviata, Candide, La vedova allegra, Carmen e Owen Wingrave. Ha recitato anche in numerosi allestimenti dell'English National Opera, per cui ha cantato i ruoli di Pamina ne Il flauto magico, Susanna ne Le nozze di Figaro e Musetta ne La bohème.
Dopo la parentesi operistica, Caine è tornata ad interpretare musical più regolarmente dagli anni 2010, tra cui Tutti insieme appassionatamente a Leicester nel 2011, The Mikado a Londra nel 2015 e The Light in the Piazza in Colorado nel 2022. Nel 2018 recita a Londra nella riduzione teatrale di Harold e Maude con Sheila Hancock.

## Repertorio
| Ruolo        | Titolo                    | Autore     |
| ------------ | ------------------------- | ---------- |
| Lulu         | Lulu                      | Berg       |
| Michaela     | Carmen                    | Bizet      |
| Leila        | I pescatori di perle      | Bizet      |
| Adina        | L'elisir d'amore          | Donizetti  |
| Marguerite   | Faust                     | Gounod     |
| Clomiri      | Imeneo                    | Händel     |
| Balkis       | L'incontro improvviso     | Haydn      |
| Bystrouska   | La piccola volpe astuta   | Janáček    |
| Hannah       | La vedova allegra         | Lehár      |
| Julietta     | Julietta                  | Martinů    |
| Amor Ottavia | L'incoronazione di Poppea | Monteverdi |
| Despita      | Così fan tutte            | Mozart     |
| Pamina       | Il flauto magico          | Mozart     |
| Susanna      | Le nozze di Figaro        | Mozart     |
| Aminta       | Il re pastore             | Mozart     |
| Musetta      | La bohème                 | Puccini    |
| Ofelia       | Hamlet                    | Thomas     |
| Violetta     | La traviata               | Verdi      |
| Anna 1       | I sette peccati capitali  | Weill      |